# European Students' Union
European Students' Union (ESU) är en paraplyorganisation som organiserar 45 nationella studentorganisationer från 40 länder, bland andra Sveriges Förenade Studentkårer. 
Organisationen har sitt huvudkontor i Bryssel. 

## Historik

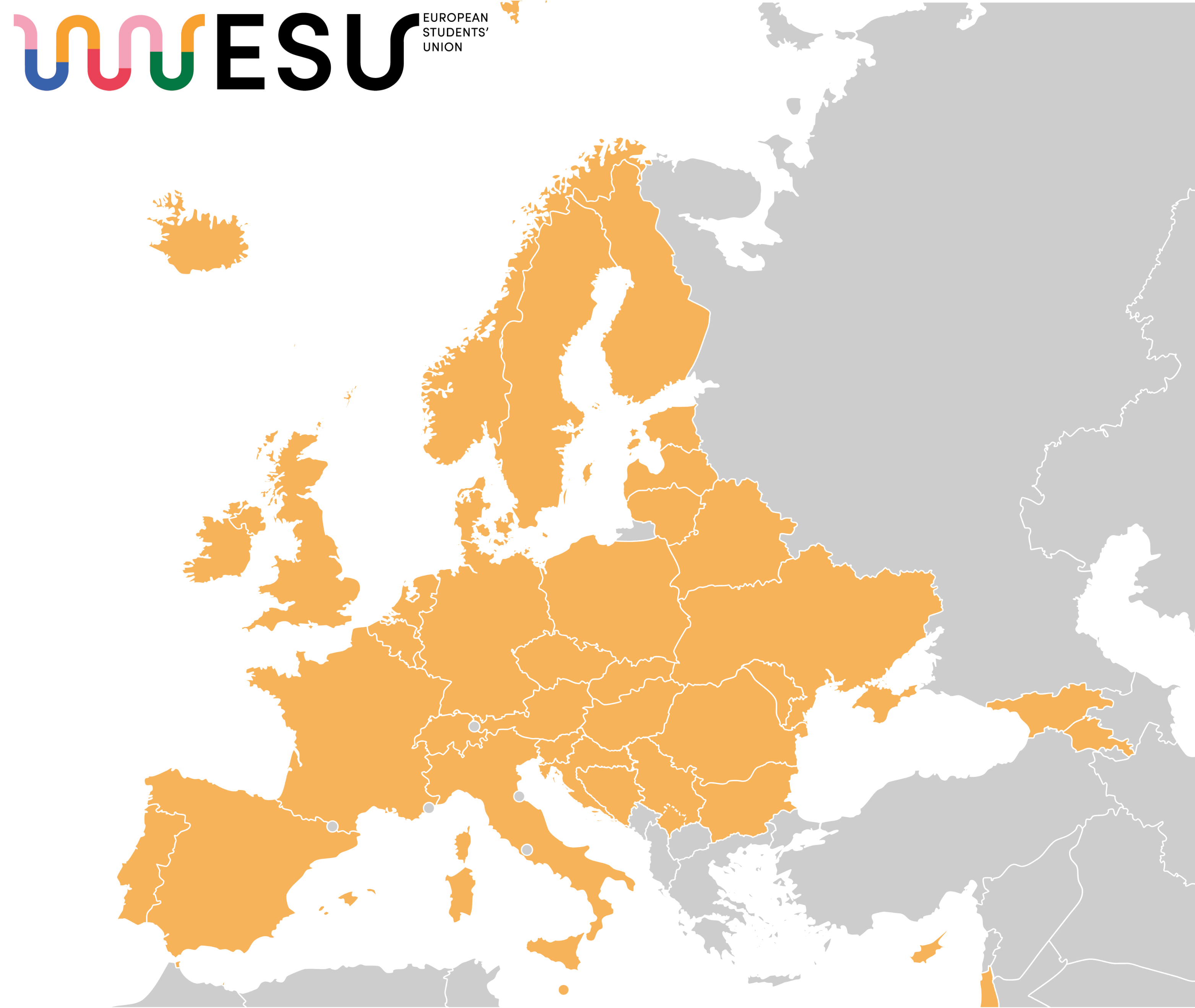

Organisationen grundades i oktober 1982 i Stockholm under namnet Western European Student Information Bureau (WESIB) av nationella studentorganisationer från Norge, Storbritannien, Sverige, Island, Frankrike och Österrike med syfte att organisera informationsutbyte mellan medlemsorganisationerna. Efter Sovjetunionens fall öppnades organisationen för medlemmar från Östeuropa och bytte i februari 1990 namn till European Student Information Bureau (ESIB). Från 1993 utvidgades arbetsområdet till att bli en intresseorganisation och i maj 2007 antogs nuvarande namn.